# Inside Out (Trisha Yearwood)
Inside Out è il nono album in studio della cantante statunitense Trisha Yearwood, pubblicato nel 2001.

## Tracce
1. Love Alone (Dan Colehour, David Grissom) – 4:19
2. I Would've Loved You Anyway (Mary Danna, Troy Verges) – 3:41
3. For a While (Matraca Berg, Ronnie Samoset) – 3:25
4. Seven Year Ache (Rosanne Cash) – 3:35
5. I Don't Paint Myself into Corners (Trey Bruce, Rebecca Lynn Howard) – 4:11
6. Harmless Heart (Kim Patton-Johnston, Liz Rose) – 3:27
7. Inside Out (Bryan Adams, Gretchen Peters) – 3:34 (duetto con Don Henley
8. Love Let Go (Hugh Prestwood) – 4:10
9. Melancholy Blue (Tom Douglas, Harlan Howard) – 3:39
10. Second Chance (Irene Kelley, Clay Mills, Tony Ramey) – 3:06
11. Love Me or Leave Me Alone (Karyn Rochelle, Shaye Smith) – 3:30
12. When We Were Still in Love (Jude Johnstone) – 4:19